# PAVE PAWS

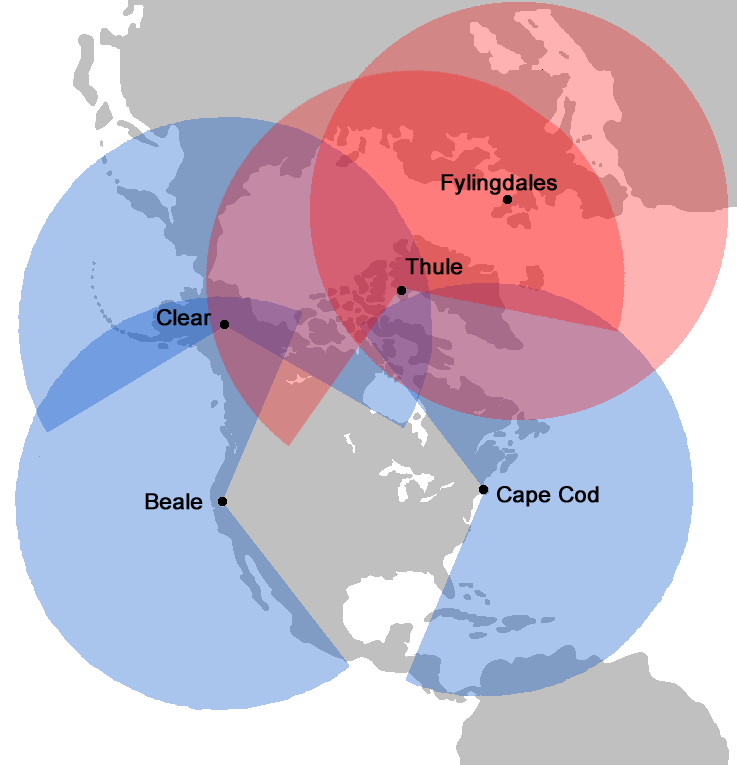
Зона покрытия PAVE PAWS (синий), зона покрытия BMEWS (красный)

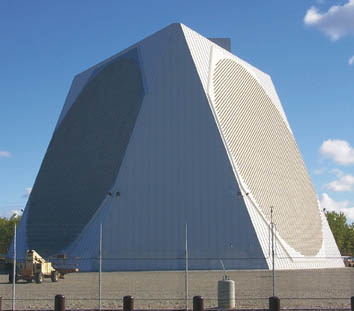
Станция PAVE PAWS на базе Клэр (Clear), Аляска

PAVE PAWS (/peɪv pɔːz/, чит. «Пэйв поз», букв. «Путеводные лапы», акроним от Precision Acquisition Vehicle Entry Phased Array Warning System, с англ. — «Фазированная антенная система точного обнаружения [координат] вхождения головных частей ракет [в зону обнаружения] и предупреждения [о ракетном нападении]», общевойсковой индекс AN/FPS-115) — наземная радиолокационная система дальнего обнаружения и раннего предупреждения о ракетном нападении (массированном ракетно-ядерном ударе с подводных ракетоносцев — носителей БРПЛ).

## Описание
Каждая станция представляет собой пирамиду высотой 32 метра со сторонами неправильной формы, с пятью ярусами (этажами) внутри, на которых расположено оборудование, вблизи РЛС располагается блок служебных помещений, командный пункт и помещение отдыха и приёма пищи дежурной смены.

## Разработка и создание
Система разработана компанией Raytheon, подразделением Integrated Defense Systems (IDS) в Тьюксбери, Массачусетс. Проработкой сценариев ракетного удара и проведением научно-исследовательских работ по тематике занималась:
- «Симуляция геометрических параметров траекторий подлёта МБР/БРПЛ» — Teledyne Brown Engineering[англ.], Хантсвилл, Алабама;
- «Оценка и боевых возможностей радиолокационных средств» — General Research Corp., Санта-Барбара, Калифорния;
- «Оценка эксплуатационных параметров системы в работе» — SRI International, Inc.[англ.], Менло-Парк, Калифорния;

## Подчинение и обеспечение
Относится к Космическому командованию ВВС США (AFSPC), поддерживается тремя дивизионами 21-го космического крыла (21st Space Wing).

## Состав
В состав системы входят станция обработки информации Центра боевого управления Командования воздушно-космической обороны Северной Америки (NORAD Combat Operations Center) расположенного в глубине горы Шайенн, штат Колорадо, аналогичные дублирующие станции обработки информации Стратегического командования ВВС США, Небраска, и Главного командного центра вооружённых сил США в Пентагоне, Виргиния (National Military Command Center), а также следующие станции (РЛС ДО):
- Авиабаза на мысе Кейп-Код (Cape Cod), Массачусетс, 6-я эскадрилья Космического обнаружения (41°45′08″N 70°32′17″W)
- Авиабаза Бил (Beale), Калифорния, 7-я эскадрилья Космического обнаружения (39°08′10″N 121°21′03″W)
- Авиабаза Клэр (Clear), Аляска, 13-я эскадрилья Космического обнаружения (64°18′01″N 149°11′23″W). Ранее (до 2001 г.) — пост системы раннего обнаружения баллистических ракет (BMEWS).

Две станции системы были закрыты в 1995 году: на авиабазах Робинс (Robins), Джорджия (32°34′52″N 83°34′09″W) и Эльдорадо (Eldorado), Техас (30.979°N 100,554°W).
Исходно был запланирован, но не был осуществлён ввод в эксплуатацию станции не в Эльдорадо, а на авиабазе Гудфеллоу (Goodfellow) в Техасе.

## Назначение
Система используется в основном для обнаружения и сопровождения межконтинентальных баллистических ракет (МБР) и ракет подводного запуска.
Второе назначение системы — обнаружение и сопровождение спутников. Информация, полученная от PAVE PAWS, направляется в Подразделение противоракетной обороны Стратегического центра США (USSTRATCOM) и Центры космического контроля на базе Cheyenne Mountain (CMAFS) (штат Колорадо). Данные также отправляются в Национальный командный центр и Командный центр Стратегического центра США на авиабазе Offutt (штат Небраска).

## Устройство и принцип работы
В данной системе применяются технологии активной фазированной решетки, что позволяет одновременно вести большое количество целей, а также осуществлять их селекцию по размерам и скорости.
Антенна, построенная на основе активной фазированой решетки, имеет максимальный горизонтальный угол обнаружения в 120 градусов, поэтому здания станций имеют треугольную форму с двумя антеннами, что дает суммарный угол обнаружения в 240 градусов.
В вертикальной плоскости антенны отклонены на 20 градусов от нормали, что дает углы обнаружения от 3 до 85 градусов к горизонту.
Обнаружение и сопровождение целей осуществляется в автоматическом режиме, функции персонала сводятся к наблюдению, обслуживанию системы и окончательному подтверждению угрозы.
Радар из-за своего излучения представляет угрозу для навигационных систем воздушных судов, работающих в диапазоне 400—430 МГц, в радиусе 1 морской мили (1852 м) на высотах до 4500 фт (1400 м).